# Зондей, Тэй
Тэй Зондей (настоящее имя — Адам Ньерере Бахнер; род. 6 июля 1982) — американский музыкант, актёр и комментатор.

## Биография
Был MC для YouTube Live в 2008 году. Вошёл в мейнстрим, когда его песня «Chocolate Rain» и сопутствующее ей видео на YouTube стали популярны как интернет-мем в июле 2007 года. В декабре 2009 года у этого видео было 46 миллионов просмотров.
В июле 2007 года Zonday был послан как аспирант в Миннеаполис, штат Миннесота, чтобы выступить по национальному телевидению. Он появился на шоу «Опи и Энтони», «G4TV’s Attack of the Show!», «VH1’s Best Week Ever», «Lily Allen и друзья», «Jimmy Kimmel Live», и «Maury» где он выступал с песней «Chocolate Rain» на национальном телевидении, спустя всего чуть более трёх месяцев после того, как разместил видео с ней на YouTube. Он открывал Sunday’s Los Angeles Times 12 августа 2007 года и появился на канале CNN, где у него взяли интервью. Так же он появился на канале Fox News. 12 февраля 2008 года он появился в шоу «Lily Allen и друзья» на канале BBC 3 и исполнил кавер на дебютный хит Лили Аллен «Smile». В марте 2008 года это популярное видео выиграло награду от YouTube в категории «Музыка», и так же он был спародирован в эпизоде South Park’а «Canada on Strike».